# Glutammato deidrogenasi (NAD(P)+)
La glutammato deidrogenasi (NAD(P)+) è un enzima appartenente alla classe delle ossidoreduttasi, che catalizza la seguente reazione:
L-glutammato + H2O + NAD(P)+ ⇄ 2-ossoglutarato + NH3 + NAD(P)H + H+